# Maliginov tjesnac
Maliginov tjesnac (rus. Пролив Малыгина) je tjesnac u Sibiru, u Rusiji, širok 9 do 30 km, dug oko 60 km Odvaja Beli od Jamalskog poluotoka u Jamalskonenečkom autonomnom okrugu Tjumenske oblasti. Tjesnac je dobio ime po istraživaču Stepanu Maliginu, koji je prvi napravio instrumentalno kartiranje njegovih obala tijekom Velike sjeverne ekspedicije u 18. stoljeću. Zaleđen je veći dio godine.